# Psychotria plurivenia
Psychotria plurivenia är en måreväxtart som beskrevs av George Henry Kendrick Thwaites. Psychotria plurivenia ingår i släktet Psychotria och familjen måreväxter. Inga underarter finns listade i Catalogue of Life.